# Biagio Betti
Biagio Betti (1535-1605) var en italiensk renæssancemaler. Han blev født i Cutigliano, og var elev af Daniele da Volterra. I 1557 tog han munkeløfte hos Teatinerordenen fra San Silvestro al Quirinale, og hans arbejde er hovedsageligt indeholdt i munkeordnens kloster i Rom. I refektoriet ses hans arbejde med maleriet Miraklet med brødene og fiskene som blev restaureret af Paolo Anesi i 1847; og i biblioteket med maleriet Kristus diskussion med lægerne.